# Nonvilliers-Grandhoux
Nonvilliers-Grandhoux ist eine französische Gemeinde mit 431 Einwohnern (Stand: 1. Januar 2022) im Département Eure-et-Loir in der Region Centre-Val de Loire. Sie gehört zum Arrondissement Nogent-le-Rotrou und zum Kanton Nogent-le-Rotrou. Die Einwohner werden Thironnais genannt.

## Geographie
Nonvilliers-Grandhoux liegt etwa 25 Kilometer westsüdwestlich von Chartres. An der westlichen Gemeindegrenze verläuft das Flüsschen Vallée de Reuse, das hier noch Vallée de Misère genannt wird. Im Osten grenzt der Bach Vallée du Gros Caillou, beide entwässern zum Loir. Umgeben wird Nonvilliers-Grandhoux von den Nachbargemeinden Les Corvées-les-Yys im Norden, Les Châtelliers-Notre-Dame im Osten, Saint-Éman im Osten und Südosten, Illiers-Combray im Südosren und Süden, Montigny-le-Chartif im Süden und Südwesten, Happonvilliers im Westen sowie Champrond-en-Gâtine im Nordwesten.

## Bevölkerungsentwicklung

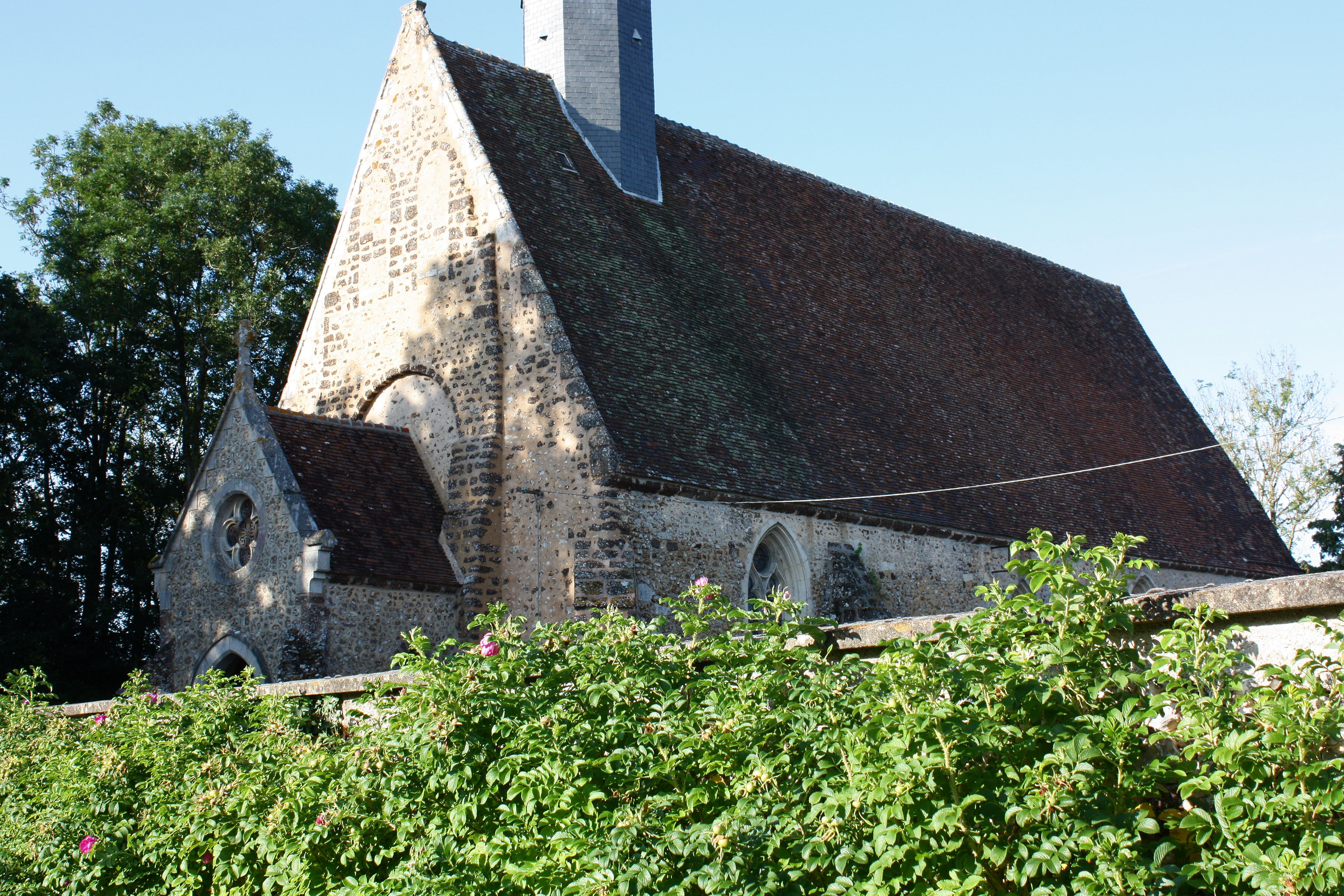
Kirche Saint-Anastase

| Jahr                       | 1962 | 1968 | 1975 | 1982 | 1990 | 1999 | 2006 | 2020 |
| Einwohner                  | 344  | 341  | 310  | 309  | 315  | 316  | 387  | 434  |
| Quellen: Cassini und INSEE |      |      |      |      |      |      |      |      |